# Great Marton
Great Marton är en ort i Storbritannien.   Den ligger i grevskapet Lancashire och riksdelen England, i den centrala delen av landet, 300 km nordväst om huvudstaden London. Great Marton ligger 12 meter över havet och antalet invånare är 1 603.
Terrängen runt Great Marton är mycket platt. Havet är nära Great Marton västerut. Runt Great Marton är det tätbefolkat, med 343 invånare per kvadratkilometer. Närmaste större samhälle är Blackpool, 1,9 km väster om Great Marton. Omgivningarna runt Great Marton är en mosaik av jordbruksmark och naturlig växtlighet.